# BRE (cohete)
BRE (nombre de exportación: Fire Dragon/King Dragon) es una serie de cohetes guiados (misiles) fabricados por la china Norinco.
La versión más grande es la BRE8, nombre de exportación Fire Dragon 480 (anteriormente Fire Dragon 280A). Se trata de un misil balístico táctico de 750 mm, con una ojiva de 480 kg y un alcance de 280 a 300 km, para el lanzador AR-3. Utiliza guía inercial más guiado por satélite con una precisión CEP de unos 30 m.
Un misil similar es el King Dragon 300 de calibre 610 mm, con un alcance de 300 km y guiado de precisión, para el lanzador SR-5.
Los cohetes están actualmente en servicio en el Ejército Popular de Liberación chino, como PHL-16.